# Yaúca
António Fernandes (Benguela, 18 de junho de 1935 - 2 de janeiro de 1992), mais conhecido como Yaúca, foi um futebolista português, que jogava como atacante.

## Carreira
Yaúca iniciou sua carreira em 1958, pelo Belenenses, onde jogou 125 jogos e marcou 96 gols, transferindo-se em 1963 para o Benfica, onde disputou cinco temporadas, marcando 23 gols em 35 jogos.
Pela Seleção Portuguesa de Futebol, disputou 10 jogos e marcou 4 gols entre os anos de 1959 e 1965.
Foi eleito como um dos atacantes do "O Onze do Centenário" do time Belenenses, de Portugal.